# Sukajaya (Koroncong)
Sukajaya is een bestuurslaag in het regentschap Pandeglang van de provincie Banten, Indonesië. Sukajaya telt 1459 inwoners (volkstelling 2010).